# Кафана Руски цар
Кафана „Руски цар“ се налази у Београду, на углу улица Кнез Михаилова 7 и Обилићев венац 29, представља непокретно културно добро као споменик културе од великог значаја.
Зграда је саграђена између 1922. и 1926. године по идејном пројекту архитекте Петра Поповића, и уз учешће архитекте Драгише Брашована у разради пројекта. Објекат у целини садржи све одлике академског маниризма и представља типичну велику зграду подигнуту „за ренту“ у центру града, ослањајући се на елементе необарока у обликовању угаоне куполе, док је на корпусу грађевине ближи академизираној варијанти сецесије.
Намена се од настанка до данас није битније мењала: становање у горњим спратовима, пословни простор у мезанину и ресторан у приземљу и подруму. Назив "Руски цар" везује се за назив старог приземног објекта који је на истом месту постојао све до подизања новог објекта 1926. године. Оригинални ентеријер Кафане "Руски цар" промењен је приликом реконструкције почетком шездесетих година 20.века када је у овом простору отворен први ресторан са самоуслуживањем "Загреб".
Назив Руски цар настао је око 1900. године када је руски цар требало да кумује краљу Александру I Обреновић. У међуратном периоду ова кафана је имала изглед отменог београдског локала у коме се поред представника тадашњег отменог света скупљала и интелектуална елита. Седнице српских инжењера и архитеката одржаване су у кафани Руски цар и то пре и после Првог светског рата.

### Споменик културе
Кафана „Руски цар“ проглашена је за споменик културе, Одлука о проглашењу, „Сл. лист града Београда“ бр. 16/87
Налази се у оквиру просторне културно-историјске целине „Подручје око Кнез Михаилове улице”, културног добра од изузетног значаја (Културно добро од изузетног значаја, Одлука о утврђивању, „Сл. гласник СРС” бр. 14/79)